# Берта Бургундская
Бе́рта Бургу́ндская (фр. Berthe de Bourgogne; около 964 — 16 января 1010) — королева Франции в 997—1001 годах. Дочь короля Бургундии Конрада I Тихого и Матильды Французской. Первым браком — жена графа Эда I де Блуа. В 997 году Берта стала супругой короля Франции Роберта II Благочестивого из династии Капетингов. От этого брака родился только мертворождённый сын.

## Биография

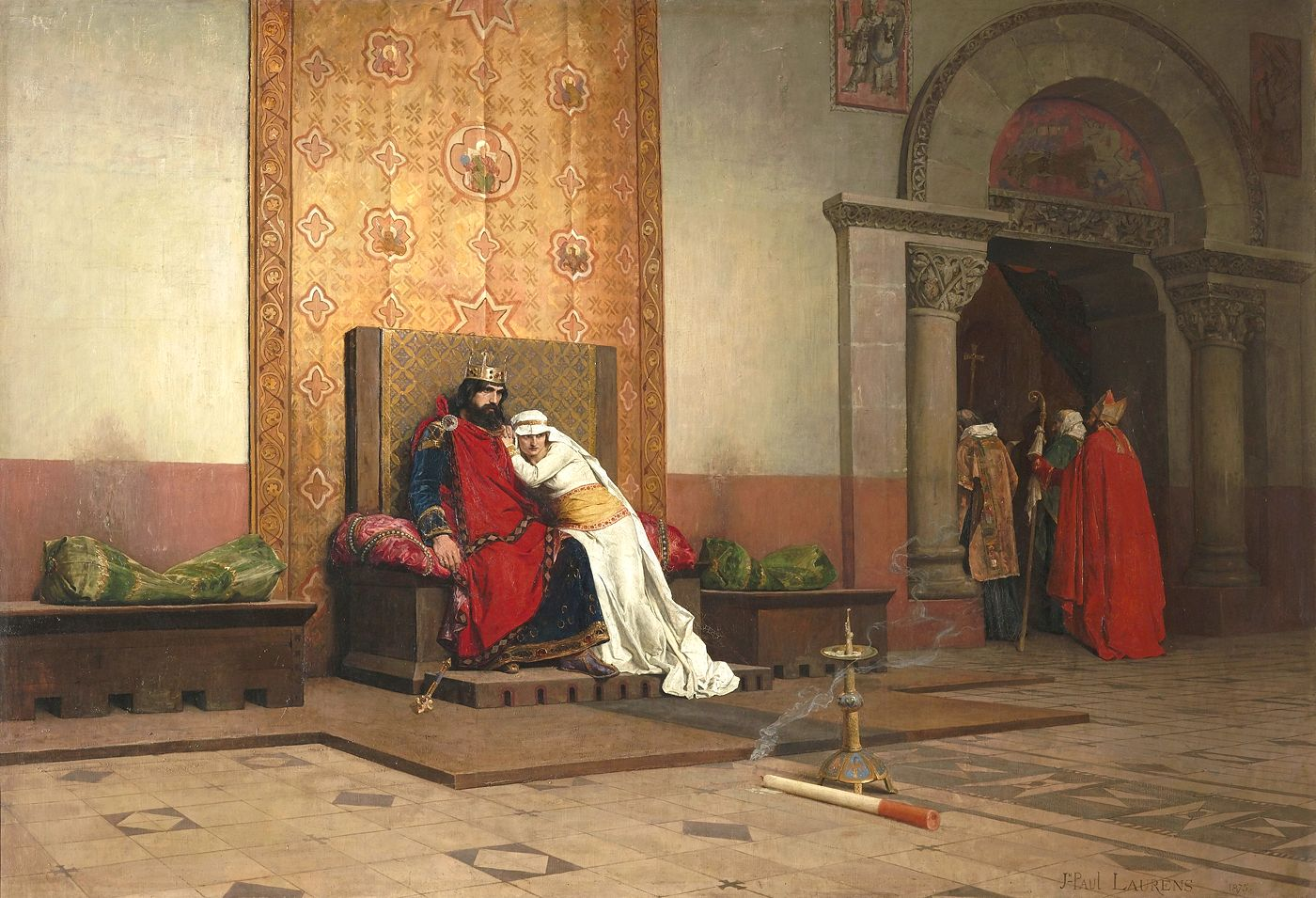
Отлучение Роберта Благочестивого. Худ. Жан-Поль Лоран, 1875 г. Музей Орсе, Париж.

В 980 году Берта сочеталась браком с графом Эдом I де Блуа, одним из самых могущественных феодалов Франции времён Гуго Капета. Ещё когда Берта была женой Эда, король Франции Роберт II Благочестивый влюбился в неё (992 год). После смерти Эда I де Блуа, последовавшей 12 марта 996 года, Роберт II захотел сочетаться браком с Бертой, но его отец Гуго Капет воспротивился этому из-за кровного родства. После смерти отца, последовавшей 24 октября 996 года, Роберт II развёлся с первой женой Сусанной Итальянской, которая стала его женой по воле и настоянию его отца и была намного старше его, для того, чтобы жениться на Берте. Путём этого выгодного брака король приобрёл много богатых и обширных владений. Но, к несчастью, Берта была родственницей ему в одной из тех степеней родства, в которых брак запрещён каноническими законами (троюродная сестра — бабка со стороны матери была родной сестрой супруги Гуго Великого).

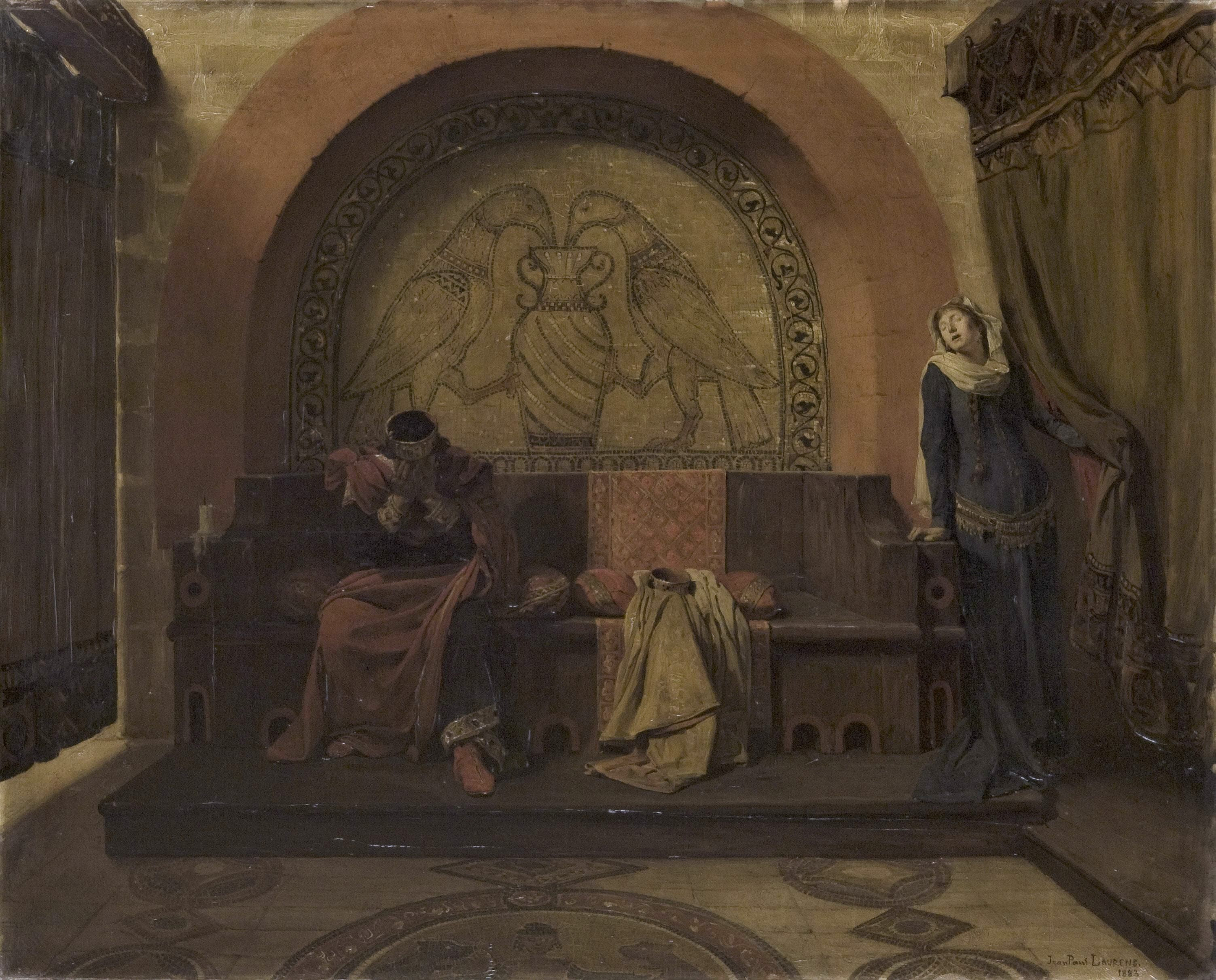
Расставание короля Роберта с Бертой Бургундской. Худ. Жан-Поль Лоран, 1883 г. Художественный музей Филадельфии

Папа римский Григорий V объявил этот брак недействительным и, когда, несмотря на это, Роберт не захотел расстаться с Бертой, в 998 году отлучил его от церкви. Тем не менее король долгое время оставался верен жене и защищал её против папы и французского духовенства. Он не обращал внимания на отлучение от церкви и на наложенное на него церковное наказание. Только преждевременные роды жены поколебали его верность. Брак был аннулирован папой Сильвестром II. Он, наконец, развёлся с Бертой и вскоре женился на дочери графа Гильома I Провансского Констанции Арльской, которая была так же горда, властолюбива и скупа, как набожен, добр и щедр был Роберт. Сначала она вполне подчинила себе короля, но при столь резком противоречии их натур между ними возникли такие дурные отношения, что Роберт, несмотря на своё благочестие, некоторое время открыто жил в двойном браке, стараясь получить от Папы позволение снова соединиться с Бертой. Берта была и оставалась единственной и настоящей любовью Роберта II вплоть до её смерти 16 января 1010 года.

## Семья
- 1-й муж: (с 980 года) Эд I де Блуа (945/950 — 12 марта 996), сын графа Блуа Тибо I Плута и Литгарды де Вермандуа, дочери графа Герберта II де Вермандуа и Адель Французской. Дети:
  - Роберт (умер в 989/995);
  - Тибо II де Блуа (985—1004), граф Блуа;
  - Эд II де Блуа (990—1037), граф Блуа;
  - Роже де Блуа, епископ Бове;
  - Тьерри (умер в 996/1001);
  - Ландри (умер после 1007);
  - Агнес де Блуа; муж: виконт де Туар Жоффруа II (умер в 1055);
  - Берта.
- 2-й муж: (с 997 года) Роберт II Благочестивый, сын короля Гуго Капета и Аделаиды Аквитанской, дочери Гильома III Патлатого, герцога Аквитании и графа Пуатье, и Адели Нормандской.
  - мертворождённый сын.